# Șirăuți
Șirăuți – miejscowość i gmina w Mołdawii, w rejonie Bryczany. W 2004 roku liczyła 2407 mieszkańców.